# Cucullia infuscata
Cucullia infuscata är en fjärilsart som beskrevs av Tshetverikov 1925. Cucullia infuscata ingår i släktet Cucullia och familjen nattflyn. Inga underarter finns listade i Catalogue of Life.